# Macquartia pubiceps
Macquartia pubiceps is een vliegensoort uit de familie van de sluipvliegen (Tachinidae). De wetenschappelijke naam van de soort is voor het eerst geldig gepubliceerd in 1845 door Johan Wilhelm Zetterstedt.